# Истините лажи
Истините лажи (енгл. True Lies) је амерички акциони филм са елементима љубавног филма режисера Џејмса Камерона. Филм је римејк француског филма La Totale из 1991. године.
Хари, тајни агент, и његов сарадник Гиб, који раде за Омега сектор, покушавају да лоцирају четири нестале атомске бојеве главе. Међутим, Хари схвата да је у исто време његов брак у кризи и да постоји могућност да ће се распасти.

## Радња
Хери Таскер живи двоструки живот. Са једне стране је тајни агент, који ради опасне послове за владу, али се у свету представља као досадан продавац компјутера, тако га зна и своја жена и ћерка. Због свог „посла“ он занемарује своју жену, која је секретарица. Она се упознала са Сајмоном који је лаже причама да је тајни агент, мада је он заправо само продавач аутомобила. Таскер сазнаје за то да се његова жена састаје на Сајмоном и почиње да сумња у верност своје жене. И употребио је методе тајних агента да сазна истину.
Таскер у то време ради на случају кријумчарења оружја, и његова жена и ћерка постају умешани у ту ситуацију, тада оне сазнају да је Таскер у тајној служби Омега Сектор. Таскер чини највеће напоре да онемогући рад терориста и да спаси своју породицу.

## Улоге
| Глумац             | Улога               |
| ------------------ | ------------------- |
| Арнолд Шварценегер | Хари Таскер         |
| Џејми Ли Кертис    | Хелен Таскер        |
| Елајза Душку       | Дејна Таскер        |
| Том Арнолд         | Алберт „Гиб“ Гибсон |
| Грент Хеслов       | Фејсил              |
| Тија Карер         | Џуно Скинер         |
| Бил Пакстон        | Сајмон              |
| Арт Малик          | Салим Абу Азиз      |
| Чарлтон Хестон     | Спенсер Трилби      |